# Patynita
La patynita és un mineral de la classe dels silicats. Rep el nom del massís del mont Patyn, a Rússia, la seva localitat tipus.

## Característiques
La patynita és un silicat de fórmula química NaKCa₄[Si9O23]. Va ser aprovada com a espècie vàlida per l'Associació Mineralògica Internacional l'any 2019. Cristal·litza en el sistema triclínic. La seva duresa a l'escala de Mohs és 6. Químicament s'assembla a la canasita, la calcinaksita, la mountainita i la fedorita.
L'exemplar que va servir per a determinar l'espècie, el que es coneix com a material tipus, es troba conservat a les col·leccions del Museu Mineralògic Fersmann, de l'Acadèmia de Ciències de Rússia, a Moscou (Rússia), amb el número de registre: 5369/1.

## Formació i jaciments
Va ser descoberta al massís del mont Patyn, situat a l'óblast de Kémerovo (Rússia), on es troba en forma lamel·lar, probablement de fins a 0,5 cm de diàmetre, fent intercreixements amb charoïta, diòpsid, grafit i tokkoïta. Es tracta de l'únic indret de tot el planeta on ha estat descrita aquesta espècie mineral.